# Cantó d'Harnes
El cantó d'Harnes és un cantó francès del departament del Pas de Calais, situat al districte de Lens. Té 3 municipis i el cap és Harnes.

## Municipis
- Estevelles
- Harnes
- Pont-à-Vendin

## Història
| Data d'elecció                           | Identitat     | Partit | Qualitat |
| ---------------------------------------- | ------------- | ------ | -------- |
| 1973-1995                                | André Bigotte | PCF    |          |
| 1995-                                    | Yvan Druon    | PCF    |          |
| les dades anteriors no són pas conegudes |               |        |          |
|                                          |               |        |          |

## Demografia
| A partir de 1990: Població sense dobles comptes |